# Deputado João Plenário
O Deputado João Plenário é um personagem criado e interpretado por Saulo Laranjeira desde 1994 até os dias atuais no programa televisivo A Praça é Nossa, do SBT.
É o retrato da corrupção brasileira, inspirada nos políticos brasileiros. Seu carisma atrai e chama a atenção pelos trejeitos e pela roupa sempre em desalinho. João Plenário é o verdadeiro palhaço da vida real. Retratava tudo que é visto nos noticiários, diariamente, de forma irônica, mas sem desverdades. Usa linguagem corriqueira e um arrojado "politiquês". Seu patrimônio faz inveja a qualquer anão do orçamento, pois, além de fazendas, aviões, prédios de apartamentos em Miami, centenas de contas pelo mundo afora, ele sustenta um caso com Branca de Neve.
Mulherengo, vive de olhos e mãos em suas secretárias, presenteando-as prodigamente. Quando acuado, enrola, mas nunca conclui seu discurso. Sabe dizer exatamente o que o povo deve ouvir.
Em março de 2016, João Plenário deixa a "Praça" após a contratação de Saulo Laranjeira para atuar na novela Velho Chico. Para seu lugar, o SBT contratou Eros Prado, que interpretava o personagem "O Inconveniente" e participava também do quadro "Pagode da Ofensa", ambos no Pânico na Band.
Em abril de 2017, Saulo Laranjeira retorna ao SBT interpretando João Plenário no humorístico A Praça é Nossa.